# Dominique Pierrelée
 (octobre 2017).
Dominique Pierrelée, né en 1955, est un historien, écrivain membre de l'Académie de Bretagne et des Pays de la Loire, président de la Société des historiens du Pays de Retz et administrateur territorial au Conseil départemental de la Loire-Atlantique.

## Biographie
Dominique Pierrelée nait en 1955 à Pornic. Il fit des études universitaires en histoire à Nantes et Paris. Le 13 juillet 1981, il fonde la Société des historiens du Pays de Retz avec Pierre Fréor, Émile Boutin et Michel Lopez. Actuellement, il en est le président.
Il est aussi directeur administratif de la ville de Pornic, ainsi qu'un membre de l'Académie de Bretagne et des Pays de la Loire.
Il a reçu le Prix de la Loire-Atlantique  en 1995 pour son ouvrage : Pornic, Étoile et reine, préfacé par Armel de Wismes.

## Publications
- Pays de Retz, 1996
- Pornic, étoile et reine, éd. Siloé, 1998,  (ISBN 284231087X)
- Grand-Lieu, 2004
- À la découverte de Pornic, 2011
- Guide historique du pays de Retz, suivi de Pensées paysagères, 2012[4]
- Gourmalon, une balade à Pornic[5], ill. Valérie Chiron, éd. Le Temps, 2016,  (ISBN 2363120493)
- Paysages d'estuaire, avec Véronique Mathot, ill. Valérie Chiron, éd. Cap Diffusion et MDS, 2017  (ISBN 2363120655)